# Afromicracis crinita
Afromicracis crinita (лат.) — вид жуков-короедов рода Afromicracis (Scolytinae, Curculionidae). Название представляет собой номинальное прилагательное женского рода латинского происхождения, означающее «длинноволосый», относящееся к довольно длинным и тонким щетинкам, особенно около бокового края, по сравнению с другими видами этого рода.

## Распространение
Афротропика, ЮАР (West Cape, Wilderness NP, Ebbe Flow).

## Описание
Мелкие жуки-короеды, величина которых колеблется в пределах нескольких миллиметров (1,2 — 1,5 мм), основной цвет коричневый. Это единственный вид в роде со смешанными более короткими и длинными, волосковидными или щетинковидными межбороздковыми щетинками и волосовидными щетинками переднеспинки. Жгутик усика (включая педицель) 5-члениковый. Вид был впервые описан в 2021 году.